# Dichozoma parvipicta
Dichozoma parvipicta là một loài bướm đêm trong họ Crambidae.